# Comté de Piatt
Le comté de Piatt est un comté situé dans l'État de l'Illinois, aux États-Unis. En 2000, sa population est de 16 365 habitants. Son siège est Monticello.